# Paletka zielona
Paletka zielona, paletka brązowa, paletka, (Symphysodon aequifasciatus) – gatunek ryby z rodziny pielęgnicowatych, występującej w dorzeczu Amazonki. Dawniej nazwą paletka określano wszystkie ryby z rodzaju Symphysodon.
Zasięg występowania tego gatunku jest znacznie szerszy niż Symphysodon discus: od wschodniego Peru po dolny bieg Amazonki. Żyje głównie w dopływach Amazonki. Na ciele ma 9 pionowych, mniej lub bardziej widocznych, ciemnych pręg, u odmian hodowlanych czasami całkowicie zanikających. Osiąga ok. 12,5 cm długości ciała. W akwarystyce uzyskano wiele odmian hodowlanych.

## Taksonomia
Paletka została opisana naukowo w 1904 roku przez Jacques'a Pellegrina jako odmiana dyskowca, pod nazwą Symphysodon discus var. aequifasciata. Następnie uznana została za odrębny gatunek Symphysodon aequifasciata. Pellegrin nie opisał holotypu, a epitet gatunkowy aequifasciata zapisał niezgodnie z zasadami kodeksu nomenklatury zoologicznej, ponieważ nazwa Symphysodon jest rodzaju męskiego, a nazwa gatunkowa (epitet gatunkowy) wyrażona w formie przymiotnikowej powinna mieć formę zgodną z rodzajem nazwy rodzajowej. Już w XX wieku wielu autorów nieformalnie używało poprawnego zapisu, ale dopiero w 2005 roku Géry i Bleher opublikowali pracę uzupełniającą formalne niedociągnięcia Pellegrina, m.in. opis lektotypu. Od tej pory poprawną formą zapisu nazwy paletki jest Symphysodon aequifasciatus.
Relacje pokrewieństwa ryb w obrębie rodzaju Symphysodon nie zostały dokładnie poznane.
Wyróżniono kilka podgatunków, które jednak nie zostały zaakceptowane przez taksonomów z powodu zbyt bliskiego pokrewieństwa. Nadane im nazwy zostały uznane za synonimy nazwy systematycznej:
- Symphysodon aequifasciatus aequifasciatus Pellegrin, 1904 – paletka zielona[4]
- Symphysodon aequifasciatus axelrodi Schultz, 1960 – paletka brązowa[2][4], paletka brunatna[4]
- Symphysodon aequifasciatus haraldi Schultz, 1960 – paletka niebieska[4]

Uczestnicy naukowej dyskusji prezentują odmienne poglądy. Jedni (np. Farias i Hrbek) mają wątpliwości, czy ryby te należy klasyfikować jako odrębne gatunki, ponieważ wyniki badań molekularnych sugerują, że wszystkie Symphysodon spp. są odmianami barwnymi i rasami geograficznymi jednego gatunku. Inni (np. Heiko Bleher) dopatrują się potrzeby wyodrębnienia kolejnych gatunków (S. aequifasciatus haraldi jako S. haraldi i S. discus tarzoo jako S. tarzoo).

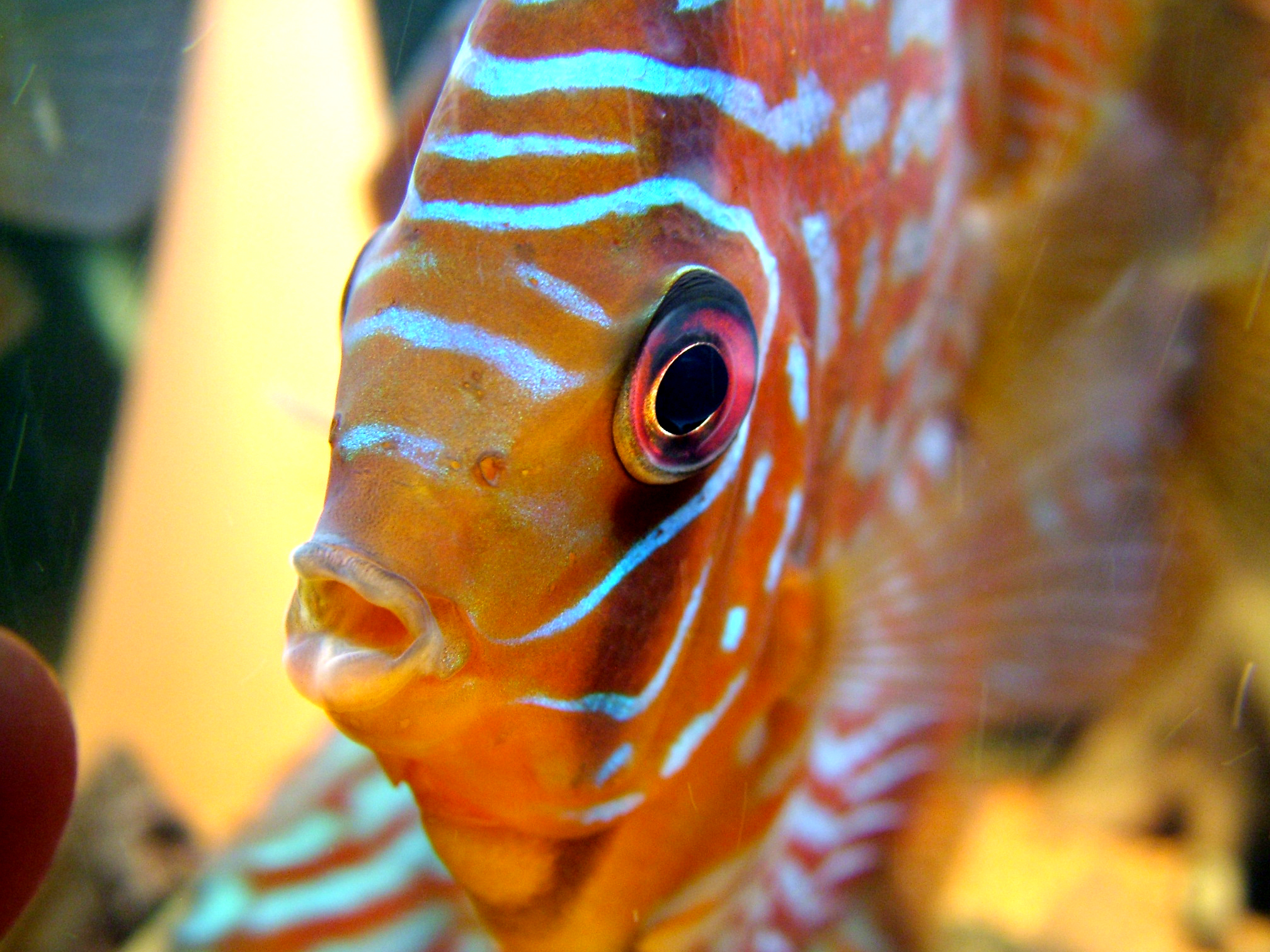
Głowa paletki

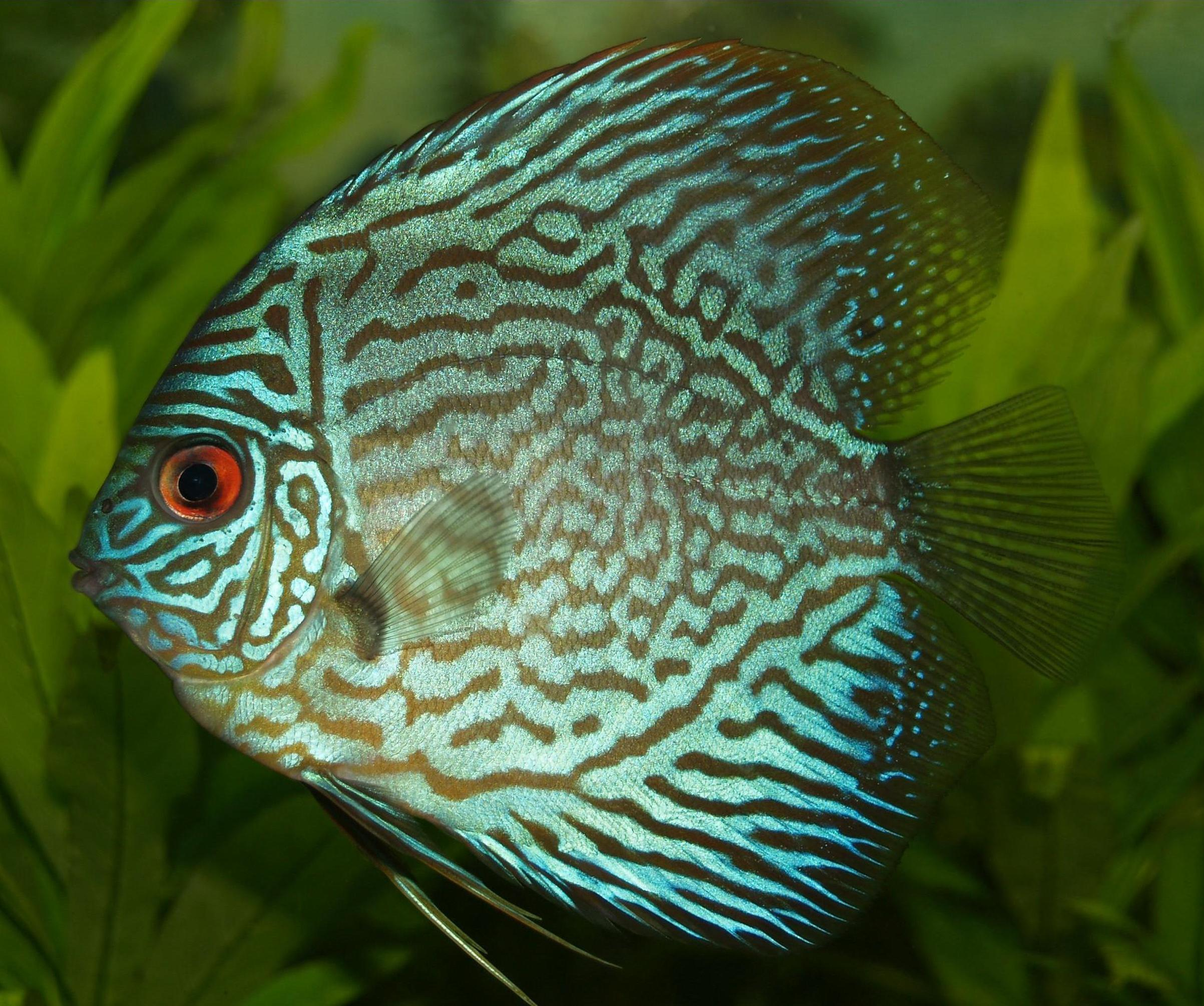
Odmiana hodowlana o niewidocznych pręgach

## Hodowla
| Zalecane warunki w akwarium | Zalecane warunki w akwarium             |
| --------------------------- | --------------------------------------- |
| Wielkość zbiornika          | obszerny, ok. 200 litrów                |
| Temperatura wody            | 28 – 30 °C                              |
| Twardość wody               | 0°n – 4°n                               |
| Skala pH                    | 6,0 – 7,0                               |
| Pokarm                      | żywy, mrożony (wołowina i serca wołowe) |